# Palazzo Juvalta
Palazzo Juvalta, situato a Teglio in provincia di Sondrio, è una dimora rinascimentale lombarda.

## Storia
Il complesso delle "Case Juvalta" ("Casa Grolli", "Palazzo Juvalta", "Villino "Cima"), sorse all'inizio del XVI secolo su preesistenti fortificazioni medievali, a cominciare dall'ala Est, per volontà di Andrea Guicciardi, secondo marito di Ippolita degli Alberti.
I Guicciardi, provenienti da Ponte in Valtellina, con tale unione si elevarono al rango delle famiglie economicamente e politicamente più influenti della Valtellina: Ippolita era infatti la vedova di Azzo I Besta e Andrea Guicciardi, uomo di cultura e rettore dell'Università di Pavia nel 1498, divenne così patrigno, precettore e tutore dell'erede della famiglia Besta, Azzo II (col quale contribuirà poi al completamento e all'arricchimento del vicino Palazzo Besta).
All'inizio del XVIII secolo si estinse il ramo maschile dei Guicciardi di Teglio e il palazzo passò in dote alla famiglia Juvalta, originaria della valle Domigliasca nell'odierno Canton Grigioni, fortemente legata e leale delle principali famiglie a capo del Libero Stato delle Tre Leghe. Alcuni membri della famiglia Juvalta assursero alle più alte cariche politiche del Governatorato della Valtellina.
Con l'avvento di Napoleone, il successivo passaggio della Valtellina nel Lombardo-Veneto e la conseguente perdita di potere politico della famiglia Juvalta, la proprietà del palazzo fu oggetto di suddivisioni e ricomposizioni.
Il complesso è attualmente diviso in tre proprietà private. In una di queste è possibile l'alloggio presso il bed and breakfast Palazzojuvalta.

## Descrizione
La costruzione si erge, quasi priva di fondamenta murarie, su volte a botte e a crociera che poggiano direttamente sulla roccia scavata delle cantine, in parte resti di preesistenti fortificazioni medievali.
Su queste si elevarono nel XVI secolo i primi due piani: di questo periodo rimangono diverse testimonianze come una stua nell'ala Est, il grande camino in marmo con lo stemma della famiglia Guicciardi affiancato a quelli delle famiglie Besta e Besta de Gatti, i soffitti lignei a cassettoni, con torciglioni intarsiati e decorazioni pittoriche geometriche, oltre a diversi dipinti e decorazioni alle pareti con soggetti fantastici e mitologici.
Interessanti anche i "graffiti" a sanguigna lasciati forse da soldati di passaggio sulla facciata a Sud, con nomi, motti e date (ancora ben visibili le date "1569" e "1597").
Del secolo successivo le inferriate in ferro battuto che ornano molte finestre della facciata Nord.
Col passaggio dai Guicciardi agli Juvalta e il mutare del gusto, nel XVIII secolo furono modificati alcuni ambienti interni, chiuso un loggiato esterno sulla facciata Sud, aggiunte due stue e una stufa in laterizi e pietra ollare. In alcune stanze furono sovrapposte o sostituite nuove pitture e decorazioni murarie a quelle preesistenti. I cambiamenti non sconvolsero tuttavia l'impianto rinascimentale della struttura.
Agli inizi del XX secolo venne rimodulata la costruzione prospiciente il palazzo con la creazione del "Villino Cima", opera dell'architetto L. Perrone.